# Chính phủ Vương quốc Liên hiệp Anh
Chính phủ Quốc vương Bệ hạ (tiếng Anh: His Majesty's Government/HMG) thường được gọi là Chính phủ Vương quốc Liên hiệp Anh, là chính phủ trung ương của Vương quốc Liên hiệp Đại Anh và Bắc Ireland. Lãnh đạo chính phủ là Thủ tướng, những thành viên còn lại là các Bộ trưởng. Thủ tướng chính phủ và các bộ trưởng cấp cao khác thuộc về ủy ban ra quyết định tối cao, còn được gọi là Nội các.
Bộ trưởng Chính phủ là đại biểu của một viện thuộc Nghị viện, chịu trách nhiệm, phát biểu và trả lời các câu hỏi từ các đại biểu trong viện đó. Hầu hết các bộ trưởng cấp cao thường được bầu ở Viện Thứ dân hơn là Viện Quý tộc.
Chính phủ phụ thuộc Quốc hội để làm văn bản luật do cơ quan lập pháp ban hành, và từ Luật nhiệm kỳ cố định Nghị viện năm 2011, các cuộc Tổng tuyển cử được tổ chức 5 năm một lần để bầu mới Viện Thứ dân (Hạ viện), trừ khi có một cuộc bỏ phiếu bất tín nhiệm Chính phủ bị Viện Thứ dân bỏ phiếu thông qua, hoặc hai phần ba đại biểu Viện Thứ dân bỏ phiếu cho một cuộc bầu cử sớm (như trường hợp năm 2017), trong trường hợp đó cuộc bầu cử có thể diễn ra sớm hơn. Sau cuộc bầu cử, Quốc vương lựa chọn Thủ tướng, theo sự tín nhiệm của Quốc vương thường là lãnh đạo Đảng chiếm đa số trong Hạ viện.
Trong Hiến pháp Anh, quyền hành pháp là của Quốc vương, mặc dù quyền lực hành pháp duy nhất được điều hành bởi hoặc theo lời tư vấn của Thủ tướng và Nội các. Các thành viên Nội các tư vấn Quốc vương là thành viên của Cơ mật viện. Trong hầu hết các trường hợp, họ cũng thực thi quyền lực trực tiếp như các nhà lãnh đạo của các cơ quan chính phủ, mặc dù một số vị trí nội các mang tính chất danh dự ở mức độ cao hơn hoặc thấp hơn (ví dụ Tướng quốc Lãnh địa Công tước Lancaster hay Quan Chưởng ấn).
Chính phủ đôi khi được gọi với biệt danh Westminster, do đó là nơi đặt nhiều cơ quan chính phủ, đặc biệt là để phân biệt với của các chính phủ thành viên như Chính phủ Scotland, Chính phủ xứ Wales và Cơ quan hành pháp Bắc Ireland.
Thủ tướng hiện nay là Keir Starmer, lãnh đạo Công Đảng, được bổ nhiệm ngày 5 tháng 7 năm 2024, sau khi nhận lời mời thành lập chính phủ của Vua Charles III.

## Lịch sử
Vương quốc Anh là quốc gia quân chủ lập hiến, trong đó quân vương trị vì (có nghĩa là quốc vương hoặc nữ vương là người đứng đầu nhà nước trong thời gian không xác định) trên thực tế không thực hiện bất kỳ quyết định chính trị công khai nào. Tất cả các quyết định chính trị được thực hiện bởi Chính phủ và Quốc hội. Nhà nước lập hiến hiện tại là kết quả sau các quá trình hạn chế và làm giảm quyền lực của quân vương, bắt đầu với Magna Carta năm 1215
Kể từ khi Edward VII trị vì năm 1901, Thủ tướng luôn luôn là đại biểu Quốc hội (MP, đại biểu viện thứ dân), và do đó chịu trách nhiệm trực tiếp trước Viện Thứ dân. Một quy định tương tự áp dụng cho Bộ trưởng Bộ Tài chính (Tài chính đại thần). Có thể sẽ không thể chấp nhận về mặt chính trị đối với bài phát biểu về ngân sách được đưa ra trước các Quý tộc (thành viên viện quý tộc), do đó các đại biểu Quốc hội không thể trực tiếp chất vấn Bộ trưởng Tài chính, đặc biệt là hiện nay các Quý tộc có quyền hạn rất hạn chế về các dự thảo ngân sách. Bộ trưởng Tài chính cuối cùng của Viện Quý tộc là Huân tước Denman (người tạm quyền trong một tháng năm 1834).

## Chính phủ trong Nghị viện
Một nguyên tắc quan trọng trong Hiến pháp Anh là Chính phủ chịu trách nhiệm trước Quốc hội. Điều này được gọi là Chính phủ chịu trách nhiệm.
Quốc hội được chia làm 2 viện: Viện Thứ dân và Viện Quý tộc. Viện Thứ dân là Hạ viện và có quyền lực nhất. Viện Quý tộc là thượng viện, mặc dù có quyền bỏ phiếu để sửa luật nhưng Viện Thứ Dân có thể bỏ phiếu bác bỏ sự sửa đổi. Mặc dù Thượng viện có thể giới thiệu dự thảo, nhưng các định luật quan trọng nhất được đưa ra bởi Hạ viện - và hầu hết được giới thiệu bởi chính phủ, lịch trình phần lớn thời gian của Quốc hội nằm trong Viện Thứ dân. Thời gian quan trọng của Quốc hội là thông qua dự thảo để trở thành đạo luật, vì họ phải trải qua một số phiên họp để thông qua trước khi trở thành đạo luật. Trước khi đệ trình một dự luật, chính phủ có thể thu thập ý kiến từ công chúng và các doanh nghiệp, và thường có thể đã giới thiệu và thảo luận chính sách trong lời hứa với Quân vương, hoặc bản tuyên ngôn tranh cử hoặc nền tảng của Đảng.
Bộ trưởng Ngôi vua chịu trách nhiệm trước Viện họ đang ngồi; họ báo cáo với Viện và nhận chất vấn từ các thành viên viện đó. Đối với các Bộ trưởng cao cấp thường được Viện Thứ dân bầu nhiều hơn là Viện Quý tộc. Ví dụ các Bộ trưởng Nội các Huân tước Mandelson Quốc vụ khanh thứ nhất và Huân tước Adonis (Bộ trưởng Bộ Giao thông) ngồi trong Viện Quý tộc và chịu trách nhiệm trong viện đó trong chính phủ Gordon Brown.
Dưới hệ thống Anh, Chính phủ được đòi hỏi bởi quy ước và vì lý do thực tiễn để giữ vững lòng tin của Hạ nghị viện. Nó đòi hỏi hỗ trợ của Hạ viện để duy trì nguồn cung (bằng cách bỏ phiếu thông qua nguồn ngân sách của chính phủ) và để thông qua văn bản luật cơ bản. Theo quy ước chính phủ mất đi niềm tin (sự ủng hộ) của Hạ viện thì sẽ phải buộc phải từ chức hoặc tổ chức tổng tuyển cử sớm. Sự hỗ trợ trong Viện Quý tộc hữu ích với chính phủ khi thông qua dự thảo luật ngay lập tức, không quan trọng. Chính phủ không cần từ chức khi mất lòng tin với Thượng viện và bị đánh bại bởi phiếu then chốt Viện đó. Do đó Viện Thứ dân là Viện có trách nhiệm.
Thủ tướng phải giải trình trong thời gian chất vấn Thủ tướng do các đại biểu tất cả các đảng tham gia đặt câu hỏi về mọi vấn đề. Ngoài ra cũng có các câu hỏi cho Bộ, các Bộ trưởng phải trả lời ngắn gọn câu hỏi liên quan đến ngành ủy nhiệm. Khác với chất vấn Thủ tướng, Bộ trưởng Nội các và thành viên cao cấp trong Bộ có thể trả lời thay mặt cho chính phủ, tùy thuộc về vấn đề của câu hỏi.
Trong các cuộc tranh luận về dự thảo luật do chính phủ đề xuất, các Bộ trưởng, thường là người chịu trách nhiệm câp Bộ cho dự thảo, sẽ lãnh đạo cuộc tranh luận thay cho chính phủ và trả lời các vấn đề của đại biểu hoặc quý tộc.
Ủy ban của Viện Thứ Dân và Viện Quý tộc yêu cầu giải trình, xem xét kỹ lưỡng công việc và kiểm tra chi tiết sự đề xuất dự thảo luật. Các bộ trưởng xuất hiện trước ủy ban để đưa ra bằng chứng và trả lời câu hỏi.
Các Bộ trưởng Chính phủ cũng được yêu cầu tuân theo quy định của hội nghị và quy tắc Bộ trưởng. Khi Quốc hội đang nhóm họp, phải đưa ra các tuyên bố quan trọng về chính sách của chính phủ hoặc các vấn đề có tầm quan trọng quốc gia đối với Nghị viện. Điều này cho phép đại biểu và quý tộc sẽ chất vấn các tuyên bố của Chính phủ. Thay vào đó, khi chính phủ chọn đưa ra thông báo đầu tiên bên ngoài Nghị viện, nó thường là chủ đề bị đại biểu và chủ tịch Hạ viện phê bình và chỉ trích.

## Chính phủ và Ngôi vua
Quân chủ Anh hiện là Quốc vương Charles III, là người đứng đầu nhà nước và quân vương, nhưng không phải là người đứng đầu chính phủ.
Quốc vương ít tham gia trực tiếp quyền hành pháp, và vẫn trung lập trong các vấn đề chính trị. Tuy nhiên, quyền lực hợp pháp của nhà nước vẫn được trao cho Quân vương và gọi là Ngôi vua (hay Vương miện) là điểm khởi đầu của quyền hành pháp do chính phủ thi hành.
Ngoài thẩm quyền theo luật định, trong nhiều lĩnh vực Vương miện cũng sở hữu quyền hạn gọi là đặc quyền của quân vương, có thể được dùng nhiều mục đích, từ phát hành hoặc rút hộ chiếu đến lời tuyên bố của chiến tranh. Theo thông lệ truyền thống, hầu hết các quyền này được giao từ quân vương cho các bộ trưởng khác nhau hoặc các quan chức khác của Vương quyền, những người có thể sử dụng chúng mà không cần phải được sự đồng ý của Nghị viện.
Người đứng đầu Chính phủ, Thủ tướng có cuộc tiếp kiến hàng tuần với quân vương, người "có quyền và nhiệm vụ bày tỏ quan điểm của mình về các vấn đề của Chính phủ... Những cuộc gặp này, cũng như mọi liên lạc giữa quân vương và Chính phủ, vẫn được giữ bí mật nghiêm ngặt. Sau khi bày tỏ quan điểm của mình, quân vương tuân theo lời khuyên của các bộ trưởng của mình".
Quyền hạn đặc quyền của Hoàng gia bao gồm, nhưng không giới hạn, những điều sau đây:

### Đối nội
- Quyền miễn nhiệm và bổ nhiệm Thủ tướng. Quyền này được thực hiện bởi các quân vương. Theo quy ước quân vương phải đề cử cá nhân có khả năng nhất điều khiển đa số trong Hạ viện.
- Quyền miễn nhiệm và bổ nhiệm Bộ trưởng. Quyền này được Thủ tướng thực hiện với vai trò cá nhân.
- Quyền Hoàng gia phê chuẩn dự thảo luật, đạo luật cho có hiệu lực. Quyền này được thực hiện bởi Quân vương, người theo pháp lý có quyền bác bỏ, mặc dù không có dự thảo hay luật nào bị bác bỏ bởi quân vương kể từ Nữ vương Anne I năm 1708.
- Quyền Sĩ quan Ủy ban trong các lực lượng vũ trang.
- Quyền ra lệnh cho các lực lượng vũ trang Hoàng gia Anh. Quyền này được thực hiện bởi Hội đồng Quốc phòng dưới danh nghĩa Nữ hoàng.
- Quyền bổ nhiệm thành viên cho Hội đồng cơ mật Hoàng gia.
- Quyền phát hành và thu hồi hộ chiếu. Quyền này được Bộ trưởng Nội vụ thực hiện.
- Các đặc quyền ban ân (mặc dù các bản án tử hình đã bị bác bỏ, quyền này vẫn được sử dụng để giảm án).
- Quyền cấp huân huy chương, danh dự.
- Quyền thành lập đoàn thể thông qua Hiến chương Hoàng gia.

### Đối ngoại
- Quyền phê chuẩn các hiệp ước quốc tế.
- Quyền tuyên chiến và ký kết hòa bình với các quốc gia.
- Quyền triển khai các lực lượng vũ trang tại nước ngoài.
- Quyền công nhận ngoại giao.
- Quyền công trạng và tiếp nhận ngoại giao.

Mặc dù Vương quốc Liên hiệp không có văn bản Hiến pháp duy nhất, Chính phủ công bố danh sách trên vào tháng 10/2003 để gia tăng tính minh bạch, khi một vài quyền hạn thi hành dưới danh nghĩa của quân vương và được hiểu là đặc quyền Hoàng gia. Tuy nhiên, mức độ hoàn chỉnh của các quyền đặc quyền của hoàng gia chưa bao giờ được quy định đầy đủ, vì nhiều quyền trong số đó có nguồn gốc từ truyền thống cổ xưa và thời kỳ quân chủ chuyên chế, hoặc được sửa đổi bởi thực tiễn lập hiến sau này.

## Cấp bậc trong Chính phủ
Trong chính phủ được chia ra 4 cấp bậc:
- Tổng trưởng hoặc Quốc vụ khanh (Secretary of State): chức vụ đứng đầu Bộ
- Bộ trưởng Nhà nước (Minister of State): chức vụ đứng thứ 2 trong Bộ
- Chính vụ Thứ quan (Parliamentary Under-Secretary of State/ Parliamentary Secretary): chức vụ thứ 3 trong Bộ, tương đương Thứ trưởng
- Thư ký phụ trách Nghị viện (Parliamentary Private Secretary): chức vụ thứ 4 trong Bộ, dùng để liên lạc giữa các Bộ trưởng với các đại biểu.

Trong hệ thống Westminster, các chức vụ Bộ trưởng, Quốc vụ khanh, Chính vụ, Thư ký do đảng viên đảng cầm quyền nắm giữ. Ngoài ra mỗi Bộ còn có 1 chức vụ gọi là Giám đốc Điều hành Thường trực (Permanent Executive) do 1 nhân viên công vụ nắm giữ, chịu trách nhiệm điều hành và quản lý các hoạt động của Bộ. Giám đốc Điều hành Thường trực không thuộc đảng phái nào và có trách nhiệm báo cáo lên Bộ trưởng.

## Cơ quan Chính phủ
Tính đến năm 2019, có khoảng 120 quan chức chính phủ được hỗ trợ bởi 560,000 công chức và nhân viên khác làm việc trong 25 bộ (ministries), ban (departments) và các cơ quan (offices) hành pháp khác. Ngoài ra còn có thêm 20 cơ quan không bộ trưởng với nhiều quyền hạn khác nhau.

### Bộ có Bộ trưởng
Tổng trưởng hoặc Quốc vụ khanh (Secretary of State) đứng đầu Bộ, thường là thành viên nội các và bao gồm những vấn đề đòi hỏi phải có sự giám sát chính trị trực tiếp. Tổng trưởng được hỗ trợ bởi các Bộ trưởng (Minister of State). Thư ký Thường trực đứng đầu là công chức cấp cao quản lý hành chính của bộ. Phụ thuộc vào Ban cấp bộ là Giám đốc Điều hành Thường trực (Permanent Executive). Giám đốc Điều hành Thường trực có mức độ quyền tự chủ để thực hiện chức năng hoạt động và báo cáo cho một hoặc nhiều Bộ chính phủ cụ thể, sẽ thiết lập các nguồn tài trợ và chính sách chiến lược cho cơ quan.
Tổng trưởng (Quốc vụ khanh) và Bộ trưởng Nhà nước là đảng viên đảng cầm quyền trong Nghị viện. Riêng Giám đốc Điều hành Thường trực không thuộc đảng phái.
| Huy hiệu | Tên                                                | Tên                                                        | Thành lập            | Chức vụ                                                      | Chức vụ                                               | Trụ sở | Trụ sở                                                                |
| Huy hiệu | Tiếng Việt                                         | Tiếng Anh                                                  | Thành lập            | Đứng đầu                                                     | Đương nhiệm (cập nhật 8/7/2024)                       | Trụ sở | Trụ sở                                                                |
| -------- | -------------------------------------------------- | ---------------------------------------------------------- | -------------------- | ------------------------------------------------------------ | ----------------------------------------------------- | ------ | --------------------------------------------------------------------- |
|          |                                                    |                                                            |                      | Thủ tướng Vương quốc Liên hiệp Anh và Bắc Ireland            | Rt Hon Keir Starmer KCB KC MP                         |        |                                                                       |
|          |                                                    |                                                            |                      | Phó Thủ tướng Vương quốc Liên hiệp Anh và Bắc Ireland        | Rt Hon Angela Rayner MP                               |        |                                                                       |
|          | Bộ Tài chính                                       | HM Treasury (HMT)                                          | 1126                 | Bộ trưởng Bộ Tài chính                                       | Rt Hon Rachel Reeves MP                               |        | 1 Đường Horse Guards, London                                          |
|          | Bộ Quốc phòng                                      | Ministry of Defence (MOD)                                  | 1 tháng 4 năm 1964   | Bộ trưởng Bộ Quốc phòng                                      | Rt Hon John Healey MP                                 |        | Main Building, Whitehall, London                                      |
|          | Bộ Ngoại giao, Thịnh vượng chung và Phát triển     | Foreign, Commonwealth and Development Office (FCDO)        | 17 tháng 10 năm 1968 | Bộ trưởng Bộ Ngoại giao, Thịnh vượng chung và Phát triển     | Rt Hon David Lammy MP FRSA                            |        | Phố King Charles, London                                              |
|          | Bộ Nội vụ                                          | Home Office (HO)                                           | 2 tháng 3 năm 1782   | Bộ trưởng Bộ Nội vụ                                          | Rt Hon Yvette Cooper MP                               |        | 2 Phố Marsham, London                                                 |
|          | Văn phòng Tổng chưởng lý                           | Attorney General's Office (AGO)                            | 1315                 | Tổng chưởng lý Anh và xứ Wales                               | Richard Hermer                                        |        | 20 Phố Victoria, London                                               |
|          | Văn phòng Nội các                                  | Cabinet Office (CO)                                        | tháng 12 năm 1916    | Bộ trưởng Văn phòng Nội các                                  | Rt Hon Nick Thomas-Symonds FrHistS MP                 |        | 70 Whitehall, London                                                  |
|          | Bộ Kinh doanh và Thuơng mại                        | Department for Business and Trade                          | 7 tháng 2 năm 2023   | Bộ trưởng Bộ Kinh doanh và Thuơng mại                        | Jonathan Reynolds MP                                  |        | 1 Phố Victoria, London                                                |
|          | Bộ Văn hoá, Truyền thông và Thể thao               | Department for Culture, Media and Sport (DCMS)             | 3 tháng 5 năm 1997   | Bộ trưởng Bộ Văn hoá, Truyền thông và Thể thao               | Rt Hon Lisa Nandy MP                                  |        | 100 Phố Parliament, London                                            |
|          | Bộ Giáo dục                                        | Department for Education (DfE)                             | 10 tháng 5 năm 2010  | Bộ trưởng Bộ Giáo dục                                        | Bridget Phillipson MP                                 |        | Tòa nhà Sanctuary, Phố Great Smith, London                            |
|          | Bộ An ninh Năng lượng và Phát thải ròng bằng không | Department for Energy Security and Net Zero (DESNZ)        | 7 tháng 2 năm 2023   | Bộ trưởng Bộ An ninh Năng lượng và Phát thải ròng bằng không | Rt Hon Ed Miliband MP                                 |        | 3-8 Phố Whitehall, London                                             |
|          | Bộ Môi trường, Thực phẩm và Nông thôn              | Department for Environment, Food and Rural Affairs (DEFRA) | 8 tháng 6 năm 2001   | Bộ trưởng Bộ Môi trường, Thực phẩm và Nông thôn              | Steve Reed OBE MP                                     |        | Nobel House, 17 Smith Square, London                                  |
|          | Bộ Y tế và Chăm sóc Xã hội                         | Department of Health and Social Care (DHSC)                | 25 tháng 7 năm 1988  | Bộ trưởng Bộ Y tế và Chăm sóc Xã hội                         | Wes Streeting MP                                      |        | 39 Phố Victoria, London                                               |
|          | Bộ Tư pháp                                         | Ministry of Justice (MoJ)                                  | 9 tháng 5 năm 2007   | Bộ trưởng Bộ Tư pháp & Đại Pháp quan Cấp cao Đại Anh         | Rt Hon Shabana Mahmood MP                             |        | 102 Petty France, London                                              |
|          | Bộ Phát triển, Nhà ở và Cộng đồng                  | Department for Levelling Up, Housing and Communities       | 6 tháng 5 năm 2006   | Bộ trưởng Bộ Phát triển, Nhà ở và Cộng đồng                  | Rt Hon Angela Rayner MP                               |        | 2 Phố Marsham, London                                                 |
|          | Văn phòng Chính phủ về Bình đẳng                   | Government Equalities Office (GEO)                         |                      | Bộ trưởng Phụ nữ và Bình đẳng                                | Bridget Phillipson MP                                 |        |                                                                       |
|          | Bộ Bắc Ireland                                     | Northern Ireland Office (NIO)                              | 24 tháng 3 năm 1972  | Bộ trưởng Bộ Bắc Ireland                                     | Rt Hon Hilary Benn MP                                 |        | Stormont House, Stormont Estate, Belfast 1 Đường Horse Guards, London |
|          | Bộ Khoa học, Đổi mới và Công nghệ                  | Department for Science, Innovation and Technology (DSIT)   |                      | Bộ trưởng Bộ Khoa học, Đổi mới và Công nghệ                  | Peter Kyle MP                                         |        |                                                                       |
|          | Bộ Giao thông                                      | Department for Transport (DfT)                             | 29 tháng 5 năm 2002  | Bộ trưởng Bộ Giao thông                                      | Louise Haigh MP                                       |        | Great Minster House, 33 Đường Horseferry, London                      |
|          | Bộ Lao động và Hưu trí                             | Department for Work and Pensions (DWP)                     | 8 tháng 6 năm 2001   | Bộ trưởng Bộ Lao động và Hưu trí                             | Rt Hon Liz Kendall MP                                 |        | Caxton House, Tothill, London                                         |
|          | Văn phòng Tổng chưởng lý Scotland                  | Office of the Advocate General for Scotland                | 19 tháng 5 năm 1999  | Tổng chưởng lý Scotland Quốc chủ Bệ hạ                       | Chưa bổ nhiệm                                         |        | Victoria Quay, Edinburgh                                              |
|          | Văn phòng Lãnh đạo Viện Thứ dân                    | Office of the Leader of the House of Commons               | 4 tháng 4 năm 1721   | Lãnh đạo Viện Thứ dân & Chủ tịch Cơ mật viện                 | Rt Hon Lucy Powell MP                                 |        | Cung điện Westminster, London                                         |
|          | Văn phòng Lãnh đạo Viện Quý tộc                    | Office of the Leader of the House of Lords                 | 4 tháng 4 năm 1721   | Lãnh đạo Viện Quý tộc & Quan Chưởng ấn                       | Rt Hon Angela Smith, Bà Nam tước Smith xứ Basildon PC |        | 1 Đường Horseguards, London                                           |
|          | Văn phòng Bộ trưởng Bộ Scotland                    | Office of the Secretary of State for Scotland              | 13 tháng 6 năm 2003  | Bộ trưởng Bộ Scotland                                        | Ian Murray MP                                         |        | Dover House, Whitehall, London                                        |
|          | Văn phòng Bộ trưởng Bộ xứ Wales                    | Office of the Secretary of State for Wales                 | 1 tháng 7 năm 1999   | Bộ trưởng Bộ xứ Wales                                        | Jo Stevens MP                                         |        | Gwydyr House, Whitehall, London                                       |
|          | Ban Bảo lãnh Tín dụng Xuất khẩu                    | Export Credits Guarantee Department (ECGD)                 | 1919                 | Bộ trưởng Bộ Thương mại Quốc tế & Chủ tịch Ban Thương mại    | Chưa bổ nhiệm                                         |        | 1 Đường Horseguards, Whitehall, London                                |

### Bộ không Bộ trưởng
Ban không Bộ trưởng thường là vấn đề giám sát chính trị trực tiếp được đánh giá không cần thiết hoặc không quan trọng. Đứng đầu là các viên chức cao cấp. Một số thực hiện hành pháp hay kiểm tra chức năng, và tình trạng của họ được dự định giữ họ khỏi sự can thiệp chính trị. Đứng đầu là Thư ký Thường trực hoặc Thư ký thường trực thứ 2.
| Tên                                                          | Tên                                                               | Chức vụ                          | Chức vụ                          |
| Tiếng Việt                                                   | Tiếng Anh                                                         | Đứng đầu                         | Đương nhiệm (cập nhật 21/2/2021) |
| ------------------------------------------------------------ | ----------------------------------------------------------------- | -------------------------------- | -------------------------------- |
| Hội đồng thiện nguyện cho Anh và xứ Wales                    | Charity Commission for England and Wales                          | Chủ tịch                         | Nữ nam tước Stowell xứ Beeston   |
| Cơ quan cạnh tranh và điều hành thị trường                   | Competition and Markets Authority                                 | Chủ tịch                         | Jonathon Scott                   |
| Cơ quan cạnh tranh và điều hành thị trường                   | Competition and Markets Authority                                 | Giám đốc điều hành               | Andrea Coscelli                  |
| Cơ quan công tố Hoàng gia                                    | Crown Prosecution Service                                         | Trưởng Công tố                   | Max Hill                         |
| Cơ quan tiêu chuẩn thực phẩm                                 | Food Standards Agency                                             | Chủ tịch                         | Heather Hancock                  |
| Ủy ban Lâm nghiệp                                            | Forestry Commission                                               | Chủ tịch                         | Harry Studholme                  |
| Ban thống kê chính phủ                                       | Government Actuary's Department                                   | Thống kê trưởng chính phủ        | Martin Clarke                    |
| Ban pháp chế chính phủ                                       | Government Legal Department                                       | Tổng kiểm soát                   | Susanna McGibbon                 |
| Cơ quan đăng ký đất đai Hoàng gia                            | HM Land Registry                                                  | Chủ tịch kiêm Giám đốc điều hành | Simon Hayes                      |
| Cơ quan thuế và hải quan Hoàng gia                           | HM Revenue and Customs                                            | Chủ tịch điều hành               | Jim Harra                        |
| Cơ quan Tội phạm Quốc gia                                    | National Crime Agency                                             | Tổng giám đốc                    | Lynne Owens                      |
| Cơ quan tiết kiệm và đầu tư Quốc gia                         | National Savings and Investments                                  | Chủ tịch                         | Ed Anderson                      |
| Văn phòng tiêu chuẩn giáo dục, dịch vụ trẻ em và các kỹ năng | Office for Standards in Education, Children’s Services and Skills | Chủ tịch                         | Julius Weinberg                  |
| Văn phòng quản lý thị trường Gas và điện                     | Office of Gas and Electricity Markets                             | Chủ tịch điều hành               | Jonathan Brearley                |
| Văn phòng quản lý bằng cấp và thi cử                         | Office of Qualifications and Examinations Regulation              | Chủ tịch điều hành               | Simon Lebus                      |
| Văn phòng quản lý bằng cấp và thi cử                         | Office of Qualifications and Examinations Regulation              | Chủ tịch                         | Ian Bauckham                     |
| Văn phòng đường và đường sắt                                 | Office of Rail and Road                                           | Chủ tịch                         | Declan Collier                   |
| Văn phòng đường và đường sắt                                 | Office of Rail and Road                                           | Chủ tịch điều hành               | John Larkinson                   |
| Cơ quan hậu cần bản đồ                                       | Ordnance Survey                                                   | Tổng giám đốc                    | Neil Ackroyd                     |
| Văn phòng gian lận nghiêm trọng                              | Serious Fraud Office                                              | Giám đốc                         | Lisa Osofsky                     |
| Tòa án Tối cao Vương quốc Liên hiệp                          | Supreme Court of the United Kingdom                               | Chánh án                         | Huân tước Reed                   |
| Cơ quan lưu trữ Quốc gia                                     | The National Archives                                             | Chủ tịch                         | Jeff James                       |
| Cơ quan thống kê Vương quốc Liên hiệp                        | UK Statistics Authority                                           | Chủ tịch                         | Sir David Norgrove               |
| Cơ quan đầu tư và thương mại Vương quốc Liên hiệp            | UK Trade & Investment                                             | Chủ tịch điều hành               | Dominic Jermey                   |
| Cơ quan quản lý dịch vụ về nước                              | Water Services Regulation Authority                               | Chủ tịch điều hành               | David Black                      |

## Trụ sở
Thủ tướng Chính phủ có trụ sở tại số 10 phố Downing ở Westminster, London. Các cuộc họp Chính phủ cũng diễn ra tại đây. Các cơ quan chính phủ có trụ sở gần đó ở Whitehall.

## Chính quyền phân cấp
Kể từ năm 1999, một số lĩnh vực nhất định của chính quyền trung ương được giao cho các chính phủ ở Scotland, Wales và Bắc Ireland chịu trách nhiệm. Đây không phải là một phần của Chính phủ Quốc chủ Bệ hạ, và chịu trách nhiệm trực tiếp với các thể chế của riêng mình, với thẩm quyền riêng của họ dưới quyền của Quân vương; ngược lại, ở Anh không có một chính phủ phân cấp, chính phủ Liên hiệp chịu trách nhiệm cho toàn Anh.

## Chính quyền địa phương
Có tới ba lớp chính quyền địa phương được bầu chọn (chẳng hạn như Hội đồng hạt, quận và xã) tồn tại trên khắp các vùng của Vương quốc Anh, ở một số nơi được hợp nhất thành chính quyền thống nhất. Họ có quyền hạn tăng thuế địa phương. Nhiều chính quyền và cơ quan khác cũng có quyền theo luật định, thường chịu sự giám sát của chính quyền trung ương.

## Giới hạn quyền chính phủ
Quyền hạn của chính phủ bao gồm quyền hành pháp và luật định chung, luật được ủy quyền, và nhiều quyền bổ nhiệm và bảo trợ. Tuy nhiên, một số quan chức và cơ quan quyền lực, (ví dụ như thẩm phán HM, chính quyền địa phương và các ủy ban từ thiện) về mặt pháp lý ít nhiều độc lập với chính phủ và quyền lực của chính phủ bị giới hạn về mặt pháp lý đối với những quyền hạn được giữ bởi Vương miện theo luật chung hoặc được cấp và giới hạn bằng luật của Nghị viện. Cả hai giới hạn về cơ bản và thủ tục đều có thể được thi hành tại tòa án bằng cách xem xét của cơ quan tư pháp.
Tuy nhiên, các thẩm phán và thị trưởng vẫn có thể bị bắt và đưa ra xét xử vì tội tham nhũng, và chính phủ có quyền đưa các ủy viên vào chính quyền địa phương để giám sát công việc của cơ quan đó và ban hành các chỉ thị buộc chính quyền địa phương tuân theo, nếu địa phương cơ quan có thẩm quyền không tuân thủ các nghĩa vụ luật định của mình.
Ngược lại, cũng như ở các nước thành viên Liên minh Châu Âu (EU), các quan chức EU không thể bị truy tố vì bất kỳ hành động nào được thực hiện nhằm thực hiện nhiệm vụ chính thức của họ và các nhà ngoại giao nước ngoài (mặc dù không phải là nhân viên của họ) và các thành viên nước ngoài của Nghị viện Châu Âu không bị truy tố ở các quốc gia EU trong bất kỳ trường hợp nào. Do đó, cả các cơ quan của EU và các nhà ngoại giao đều không phải trả thuế, vì thế sẽ không thể truy tố về tội trốn thuế. Khi Vương quốc Anh là thành viên của EU, điều này đã gây ra tranh chấp khi đại sứ Hoa Kỳ tại Vương quốc Anh tuyên bố rằng phí tắc đường ở London là một khoản thuế chứ không phải một khoản phí (bất chấp tên gọi), và do đó ông không phải trả - một tuyên bố mà Cơ quan quyền lực Đại Luân Đôn đã thảo luận.
Tương tự, Quân vương hoàn toàn không bị truy tố hình sự và chỉ có thể bị kiện khi có sự cho phép của mình (đây được gọi là quyền miễn trừ Quốc chủ). Theo luật, Quân vương không bắt buộc phải trả thuế thu nhập, nhưng Nữ hoàng Elizabeth II đã tự nguyện trả từ năm 1993, và cũng tự nguyện trả theo tỷ giá địa phương. Tuy nhiên, chế độ quân chủ cũng nhận được một khoản trợ cấp đáng kể từ chính phủ, trợ cấp Hỗ trợ Quốc chủ, và quyền thừa kế của Nữ hoàng Elizabeth II từ mẹ của bà, Nữ hoàng Elizabeth Nữ hoàng, được miễn thuế thừa kế.
Ngoài quyền lập pháp, Chính phủ Quốc chủ Bệ hạ có ảnh hưởng đáng kể đối với chính quyền địa phương và các cơ quan khác do chính quyền thành lập, bằng quyền lực tài chính và trợ cấp. Nhiều chức năng do chính quyền địa phương thực hiện, chẳng hạn như chi trả trợ cấp nhà ở và trợ cấp thuế hội đồng, được chính phủ trung ương tài trợ hoặc tài trợ một phần.
Cả chính quyền trung ương và chính quyền địa phương đều không được phép kiện bất kỳ ai về tội phỉ báng. Các chính trị gia cá nhân được phép kiện mọi người vì tội phỉ báng với tư cách cá nhân và không sử dụng quỹ của chính phủ, nhưng điều này tương đối hiếm (mặc dù George Galloway, người từng là nghị sĩ trong một phần tư thế kỷ, đã kiện hoặc đe dọa sẽ kiện vì phỉ báng). Tuy nhiên, việc khai báo gian dối về bất kỳ ứng cử viên bầu cử nào trong suốt cuộc bầu cử, với mục đích làm giảm số phiếu bầu mà họ nhận được (cũng như với tội phỉ báng, ý kiến không được tính).